# Harry Harlow
Harry Frederick Harlow, ameriški psiholog, * 31. oktober 1905, Fairfield, Iowa, ZDA, † 6. december 1981, Tucson, Arizona, Arizona, ZDA.
Poznan je predvsem po eksperimentih separacije od matere in socialne izolacije na opicah rhesus. Ti eksperimenti so pokazali pomembnost negovanja in druženja v socialnem in kognitivnem razvoju. Večino svojih raziskav je izvedel na Univerzi Wisconsina-Madison, kjer mu je nekaj časa pomagal Abraham Maslow. Leta 1958 je bil predsednik Ameriškega psihološkega združenja.
Harlowovi eksperimenti so bili zelo kontroverzni, saj so vključevali do 24-mesečno izolacijo mladih opic.